# Derek Sherinian
Derek Sherinian, född 25 augusti 1966 i Laguna Beach, Kalifornien, är en amerikansk fusion- och rockkeyboardist. Han har bland andra arbetat tillsammans med Billy Idol, Planet X, Alice Cooper och Yngwie Malmsteen. Mellan åren 1994 och 1999 var han även keyboardist i Dream Theater. Efter att ha slutat i Dream Theater startade han tillsammans med trumslagaren Virgil Donati projektet Planet X. Detta projekt utvecklades senare till bandet med samma namn då man slog sig ihop med gitarristen Tony MacAlpine. 

## Diskografi (urval)
Soloalbum
- 1999 – Planet X
- 2001 – Inertia
- 2003 – Black Utopia
- 2004 – Mythology
- 2006 – Blood of the Snake
- 2009 – Molecular Heinosity
- 2011 – Oceana

Studioalbum med Dream Theater
- 1997 – Falling into Infinity

Album med Planet X
- 2000 – Universe
- 2002 – Live from Oz
- 2002 – MoonBabies
- 2007 – Quantum

Studioalbum med Black Country Communion
- 2010 – Black Country Communion
- 2011 – Black Country Communion 2
- 2012 – Afterglow (Black Country Communion

Annat
- Alice Cooper – The Last Temptation (1994)
- Yngwie Malmsteen – Attack!! (2002)
- Yngwie Malmsteen – Perpetual Flame (2008)
- KISS – Alive III (1993)
- Billy Idol – Devil's Playground (2005)